# Rudolf Bullerjahn
Rudolf Bullerjahn (* 13. Januar 1856 in Berlin; † 25. Dezember 1910jul. / 7. Januar 1911greg. in Moskau; eigentlich: Bullrian) war ein Musiker, seit 1886 städtischer Musikdirektor in Göttingen. Außerdem war er Konzertdirigent und Komponist. Er war der Namensgeber einer unter Verbindungsstudenten beliebten Musikveranstaltung, die ebenfalls „Bullerjahn“ genannt wurde.

## Leben und Wirkung
Rudolf Bullerjahn wurde 1856 in Berlin geboren und erhielt dort eine gründliche musikalische Ausbildung zum Violinisten, Komponisten und Dirigenten. Seine Lehrer waren der Geiger Joseph Joachim (1831–1907) und die Pianistin Sophie Menter (1846–1918). Von 1882 bis 1886 war er Solist unter Hans von Bülow in der Hofkapelle in Meiningen.
1886 wurde er städtischer Kapellmeister in Göttingen. Auf die Position waren dem Stadtrat über 40 Bewerbungen zugegangen. Man entschied sich schließlich für Bullerjahn, weil er Lehrer am angesehenen Konservatorium in Sondershausen gewesen war und bereits das Leipziger Gewandhausorchester als Gast dirigiert hatte. Den Ausschlag gab allerdings, dass er nicht weniger als 48 eigene Kompositionen vorweisen konnte. Auf eigenen Wunsch erhielt Bullerjahn den Titel „Musikdirektor“. Er erwarb sich mit seinen Konzerten schnell einen Namen und es hieß, dass er sämtliche Werke Beethovens auswendig und ohne Partitur dirigieren könne.
Da die städtische Kapelle sich ihren Etat aber selbst verdienen musste, nahm Bullerjahn auch Aufträge für Tanzmusik an, was zwangsläufig zum Konflikt mit dem Musikkorps des 82. Infanterie-Regiments unter Leitung des Stabshautboisten Meyer führen musste. Da die Militärmusiker zur Freude des Publikums Feuerwerk und Gewehrschüsse mit Platzpatronen in ihre Darbietungen integrierten, versuchte Bullerjahn, den „Schlachtenlärm“ mit noch stärkerem Lärm zu schlagen. Er bezog die Studenten, die mit ihren Bierseideln klapperten, und deren Gesang in seine Konzerte mit ein, was bei einem Teil des Göttinger Publikums auch populär war. Aus einem hierfür komponierten Musikstück (ursprünglich ohne Text) machten die Studenten das Lied vom „Bullerjahn“. Auf Dauer artete das aber zur „Krawallmusik“ aus und Bullerjahn büßte seinen Ruhm als ernstzunehmender Komponist und Dirigent ein. Nachdem der musikalische Ruf der städtischen Kapelle so sehr gesunken war, legte Bullerjahn auf Bitten des Oberbürgermeisters Georg Merkel sein Amt nieder. Nach der Göttinger Gedenktafel soll Bullerjahn im Jahre 1890 seine Anstellung selbst aufgekündigt haben, nachdem sich der Göttinger Magistrat weigerte, für eine ausreichende finanzielle Ausstattung des Orchesters zu sorgen.
1891 ging er, weil er aufgrund der Ereignisse in Göttingen im Deutschen Reich keine Anstellung mehr fand, ins russische Baltikum, wo er durch die Protektion ehemaliger Göttinger Studenten ein angesehener Konzertdirigent wurde. Er gab gut besuchte Konzerte in Windau, Mitau, Jakobstadt, Riga, Pernau und Dorpat. Der baltische Adel öffnete ihm schließlich den Weg in die Petersburger und Moskauer Konzertsäle. Bullerjahn gründete 1897 in Kiew die Sommer-Symphonie-Konzerte. Er dirigierte Uraufführungen von Werken Sergej Rachmaninows und die russische Erstaufführung des »Deutschen Requiems« von Johannes Brahms. Durch Fürsprache eines Gönners, angeblich eines Großfürsten, konnte Bullerjahn am 7. November 1902 als Gast das Orchester der Metropolitan Opera in New York dirigieren. Ebenso dirigierte er im Februar 1905 als Gast die Berliner Philharmoniker. In 1910 war er schließlich noch bei seiner letzten Konzerttournee zu Gast in Brüssel. Die Auftritte in New York und in Berlin erhielten schlechte Kritiken, so dass Bullerjahn nach Moskau zurückkehrte, wo er 1911 in bescheidenen Verhältnissen starb.
Er war der Vater des Komponisten Hans Bullerian (1885–1948) und des Geigers Eddy Bullerian (1886–1943).
Seit April 2002 befindet sich an seinem Göttinger Haus eine der Gedenktafeln, mit denen die Stadt Göttingen bekannte Persönlichkeiten ehrt. Sie wurde vom Göttinger Generalmusikdirektor Christian Simonis beantragt und am 22. April 2002 enthüllt.

## Studententradition und Gaststätte
Die Studententradition „Bullerjahn“ fand von etwa 1900 bis Anfang der 1970er Jahre jede Woche im Göttinger Ratskeller statt. Die Veranstaltung war weit über Göttingen hinaus bekannt und stellte eine große touristische Attraktion dar.
Seit Anfang November 2010 hat der alte Ratskeller zu Göttingen unter dem Namen „Speise- & Schankwirtschaft Bullerjahn“ neu eröffnet. Namensgeber des neu eingerichteten Restaurants ist Rudolf Bullerjahn.